# Gørlev
Gørlev – miasto w Danii, w regionie Zelandia, w gminie Kalundborg.